# Фридрих Фердинанд (Шлезвиг-Холщайн-Зондербург-Глюксбург)
Фридрих Фердинанд Георг Кристиан Карл Вилхелм фон Шлезвиг-Холщайн-Зондербург-Глюксбург (на немски: Friedrich Ferdinand Georg Christian Karl Wilhelm Herzog von Schleswig-Holstein-Sonderburg-Glücksburg, Herzog von Schleswig-Holstein; * 12 октомври 1855, Кил; † 21 януари 1934, дворец Примкенау, днес: Przemków в Полша) от фамилията Олденбург, е херцог на Шлезвиг-Холщайн-Зондербург-Глюксбург (1885 – 1934), от 1931 г. херцог на Шлезвиг-Холщайн и пруски генерал на кавалерията.

## Произход
Той е големият син, второто дете, на херцог Фридрих фон Шлезвиг-Холщайн-Зондербург-Глюксбург (1814 – 1885) и съпругата му принцеса Аделхайд фон Шаумбург-Липе (1821 – 1899), дъщеря на 1. княз Георг Вилхелм фон Шаумбург-Липе (1784 – 1860) и принцеса Ида фон Валдек-Пирмонт (1796 – 1869). Племенник е на датския крал Кристиан IX (упр. 1863 – 1906).
По-малкият му брат принц Алберт/Албрехт (1863 – 1948) е пруски генерал-лейтенант.

## Фамилия
Фридрих Фердинанд се жени на 9 март 1885 г. в Примкенау, Силезия, за принцеса Виктория Фридерика Августа Мария Каролина Матилда фон Шлезвиг-Холщайн-Зондербург-Августенбург (* 25 януари 1860, Августенбург; † 20 февруари 1932, Грюнхолц), дъщеря на херцог Фридрих VIII фон Шлезвиг-Холщайн (1829 – 1880) и принцеса Аделхайд фон Хоенлое-Лангенбург (1835 – 1900), дъщеря на княз Ернст I фон Хоенлое-Лангенбург. Тя е по-малка сестра на германската императрица Августа Виктория (1858 – 1921), от 27 февруари 1881 г. съпруга на кайзер Вилхелм II. Те имат шест деца:
- Виктория Аделхайд (* 31 декември 1885, Грюнхолц; † 3 октомври 1970, Кобург), омъжена на 11 октомври 1905 г. в Глюксбург за херцог Карл Едуард фон Саксония-Кобург и Гота (* 19 юли 1885; † 6 март 1954)
- Александра Виктория (* 21 април 1887, Грюнхолц; † 15 април 1957, Лион), омъжена I. на 22 октомври 1908 г. в Берлин (развод 1920) за принц Август Вилхелм Пруски (* 29 януари 1887; † 26 март 1949), II. (морг.) на 7 януари 1922 в Грюнхолц (развод на 3 юли 1933 в Берлин) за Арнолд Рюман (* 2 декември 1884, Хановер; † 6 декември 1951, Рехеме)
- Хелена (* 1 юни 1888, Грюнхолц; † 30 юни 1962, Хялеруп), омъжена на 28 април 1909 г. в Глюксбург за принц Харалд Датски (* 8 октомври 1876; † 30 март 1949), син на крал Фредерик VIII и Ловиса Шведска
- Аделхайд Луиза (* 19 октомври 1889, Грюнхолц; † 11 юни 1964, Залцбург), омъжена на 1 август 1914 г. в Потсдам за княз Фридрих III фон Золмс-Барут (* 25 март 1886; † 12 септември 1951), големият син на княз Фридрих II (1853 – 1920)
- Вилхелм Фридрих (* 23 август 1891, Грюнхолц; † 12 февруари 1965, Грюнхолц), херцог на Шлезвиг-Холщайн, женен на 15 февруари 1916 г. в Кобург за принцеса Мария Мелита фон Хоенлое-Лангенбург (* 18 януари 1899, Грюнхолц; † 8 ноември 1967, Мюнхен)
- Каролина-Матилда (* 1 май 1894, Грюнхолц; † 28 януари 1972, Залцбург), омъжена на 27 май 1920 г. в Глюксбург за граф Ханс фон Золмс-Барут (* 3 април 1893; † 9 октомври 1972), по-малък брат на съпруга на сестра ѝ Аделхайд Луиза.